# フランシス・サラベール
フランシス・サラベール（Francis Salabert 1884年7月27日 - 1946年12月28日）は、フランスで革新的で影響力のあった音楽出版者。20世紀前半にサラベール社（Éditions Salabert）を経営した。

## 生涯

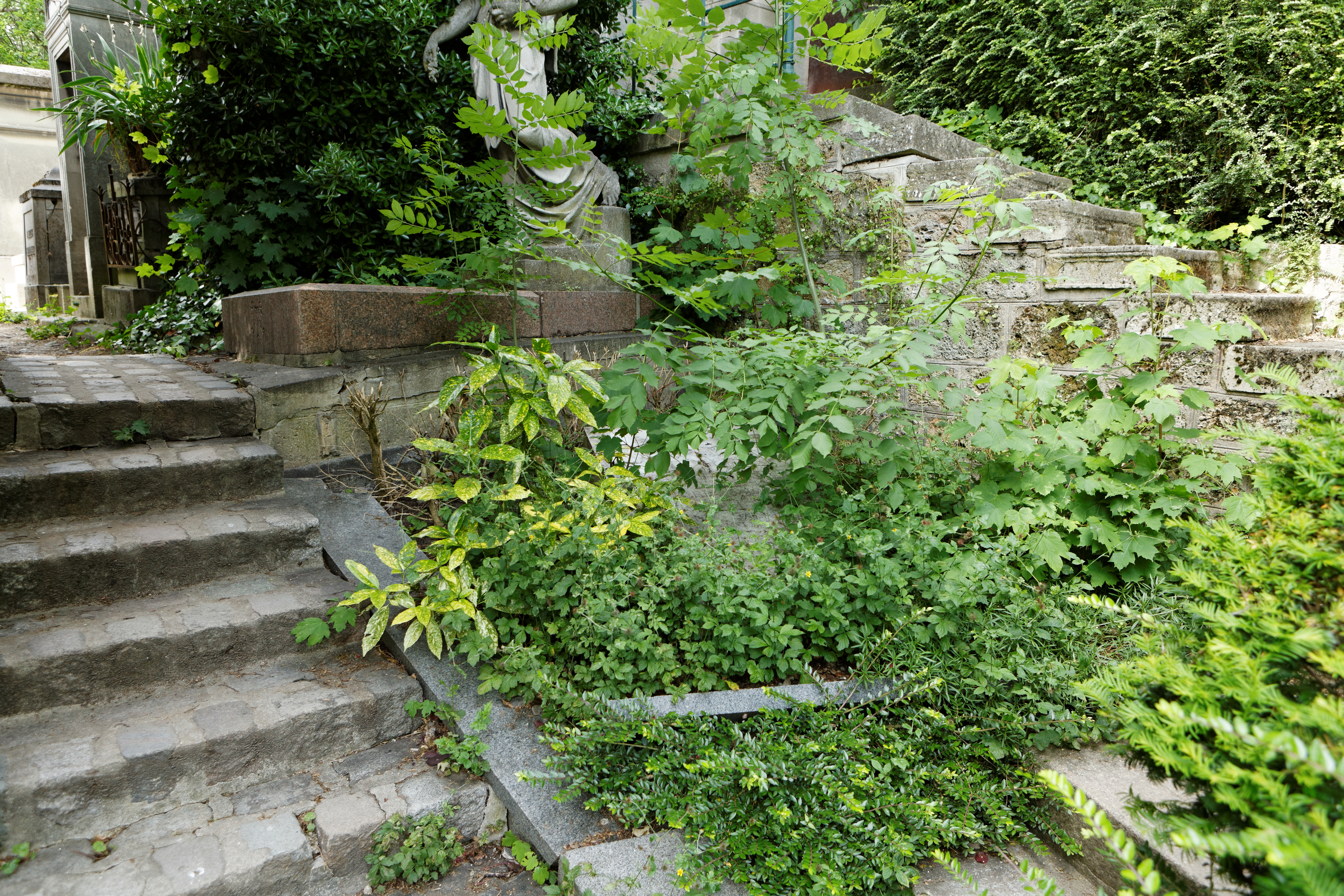
ペール・ラシェーズ墓地にあるサラベールの墓。

フランソワ＝ジョゼフ・シャルル・サラベール（François-Joseph-Charles Salabert）としてパリに生まれた。父のエドゥアール・サラベール（1838年-1903年）は1878年にヴィクトワール通りにサラベール社を創業、専ら軍楽作品の出版を行い、ジョン・フィリップ・スーザの行進曲の版権を得ていた。しかし、エドゥアールは病を得て経営をこなすことが難しくなり、1901年に16歳のフランシスが事業を引き継ぐことになった。
サラベールは1908年にショーシャ通りに事業所を移転し、軽音楽の作曲家、作家を取り込んで事業の拡大を開始した。アンリ・クリスティーネ、レイナルド・アーン、アリスティド・ブリュアン、モーリス・イヴァン、ヴァンサン・スコット、ジョルジュ・ヴァン・パリ、そして後にはシャルル・トレネも名を連ねた。クリスティーネの成功作である1919年のオペレッタ『Phi-Phi』では、サラベールは舞台上部に歌詞が表示される仕組みを考案し、聴衆が一緒に歌えるようにした。また、彼はシンガー・ソングライターに対して独占契約を行う習慣を開始した。彼は国外で歌われるフランス歌曲の著作権を保持することを約束し、曲の録音に自身の名前を「編曲者」として掲載することを常とした。また、エリック・サティの作品を出版したほか、映画音楽に加えてトレネ、ミスタンゲット、ジョセフィン・ベーカー、エディット・ピアフ、イヴ・モンタンといった歌手が歌う楽曲の権利を獲得した。第一次世界大戦中は、ナイトクラブであるムーラン・ルージュの運営責任者でもあった 。
サラベールの生前に、サラベール社は重要な作品の版権も入手していた。例としてアルテュール・オネゲルの『火刑台上のジャンヌ・ダルク』（はじめは私的な印刷が行われ、後の1939年に編曲版で出版された）や交響曲第1番（1930年）、交響曲第2番（1942年）が挙げられる。
1946年12月、アイルランドのシャノン空港へ向かう旅客機に搭乗していたサラベールは、同機の着陸目前の墜落により62歳で命を落とした。事業は彼の妻のミカが継続した。